# Liste der Geotope der Rhön im Wartburgkreis
Dieser Artikel vermittelt einen Überblick über die Geotope der Rhön im Wartburgkreis. Basis sind die Angaben des Thüringer Landesamtes für Umwelt, Bergbau und Naturschutz (TLUBN). Diese Liste ist unvollständig. Auch ist der Prozess des Erkennens besonderer geologischer Merkmale in der Landschaft und deren Eigenschaft als Geotop weiter im Gang. Weitere Geotope der Rhön sind im Artikel Liste der Geotope der Rhön im Landkreis Schmalkalden-Meiningen aufgeführt, sowie in den Artikeln Liste der Geotope der Rhön im Landkreis Fulda, Liste der Geotope im Landkreis Bad Kissingen und Liste der Geotope im Landkreis Rhön-Grabfeld.
| Name                                                     | Bild                                | Gemeinde / Lage                              | Beschreibung |
| -------------------------------------------------------- | ----------------------------------- | -------------------------------------------- | --- |
| Röt-Böschungswand unter dem Kirchberg östlich Buttlar    |                                     | Buttlar 50° 45′ 8″ N, 9° 58′ 6″ O            | Ein durch Forstwegebau entstandener Hanganschnitt mit gut sichtbarem Rötprofil. Im Raum Geisa tritt der Röt in großer Ausdehnung zu Tage. Die Gesteine werden leicht von der Abtragung beeinflusst und bilden meist nur flache Kuppen und breite Talmulden. Die Gesamtmächtigkeit des Röt wird vom Erstkartierer mit 80 bis 90 Metern angegeben. Auf dem Kirchberg östlich von Buttlar weisen die den Wellenkalk (Unterer Muschelkalk) überlagernden Röt-Gesteine nur eine relativ geringer Mächtigkeit auf. |
| Kalksteinbruch am Emberg bei Oberalba                    | WAK OBERALBA - NSG Muschelkalkhänge | Oberalba 50° 43′ 39″ N, 10° 5′ 15″ O         | Breitflächiger Aufschluss der Terebrakelbankzone. Angeschnittene Oolithbankzone in einem auflässigen Steinbruch am Emberg bei Oberalba. |
| Bilstein bei Lenders                                     |                                     | Lenders (Oechsen) 50° 43′ 41″ N, 10° 4′ 7″ O | Rest eines Basaltschlotes mit Einschlüssen von Hornblendekristallen, vereinzelt Granit und Sandstein - nur deutlich sichtbar im zeitigen Frühjahr bzw. im Spätherbst. Die Schlotbrekzie verbirgt sich rings um den Basaltfelsen im Buschwerk. |
| Große Blockmeere am südlichen Roßberghang bei Kranlucken |                                     | Kranlucken 50° 40′ 48″ N, 10° 1′ 10″ O       | Ungewöhnlich großflächige Blockmeere am Roßkopfsüdhang auf Keuper und Muschelkalk. Basaltblockmeere sind in Hanglagen der vulkanischen Basaltkuppen der Rhön relativ häufig. Entweder sind vor langer Zeit große Abschnitte des zu prismatischen Säulen erstarrten basischen Magma-Körpers durch Verwitterungsprozesse zerfallen, oder es erfolgte die Basaltabsonderung klüftig-plattig-blockartig und zerfiel örtlich allmählich zu grobstückigen Blockhalden. Besonders im Pleistozän - wenn extreme Klimabedingungen mit Frostsprengung wirksam waren - dürften die oft beachtliche Ausmaße einnehmenden Blockmeere entstanden sein. Hinzu kommen Bedingungen des Untergrundes, insbesondere wenn plastische und wasseraufnahmefähige Schichten z. B. des Keupers oder Muschelkalks von den Blöcken bedeckt wurden. Hier kam es zu Abgleiterscheinungen an den Hängen, so dass die Blockmeere u. U. weit ab von ihrem Ursprungsgebiet zur Ablage gelangten. |